# 默勒贝克
默勒贝克（荷蘭語：Meulebeke，荷蘭語發音：[ˈmøːləˌbeːkə]）是比利时弗拉芒大區西佛兰德省蒂爾特區的一个市镇，通行荷蘭語，是弗拉芒社群的一部分，面积29.49平方千米，人口10,906人（2018年1月1日）。